# Jørgen Hansen (combiné nordique)
Pour les articles homonymes, voir Jørgen Hansen et Hansen.
Jørgen Hansen, né le 21 janvier 1885 et mort en 2 octobre 1971 à Oslo, est un coureur du combiné nordique norvégien.

## Biographie
Il représente le club Nydalens Skiklub.
Son plus grand succès intervient aux Jeux nordiques du ski à Stockholm en 1917, où il remporte la compétition de combiné.
Il reçoit la Médaille Holmenkollen en 1918, au même titre que Hans Horn.